# Manggar

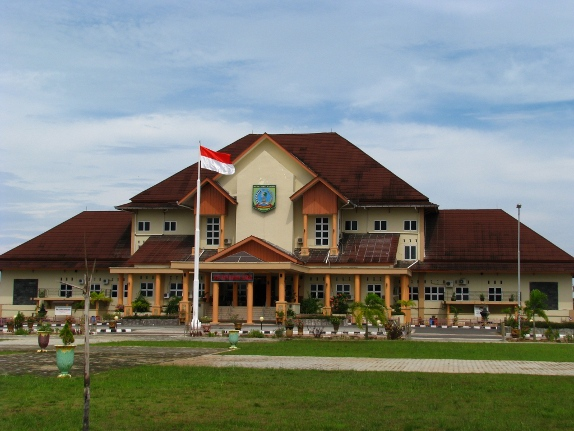
Les bureaux du camat (chef de district) de Manggar

Manggar est une ville du kabupaten de Belitung oriental, dans la province des îles Bangka Belitung, et le chef-lieu de ce dernier. Elle a le statut de kecamatan (district).

## Économie

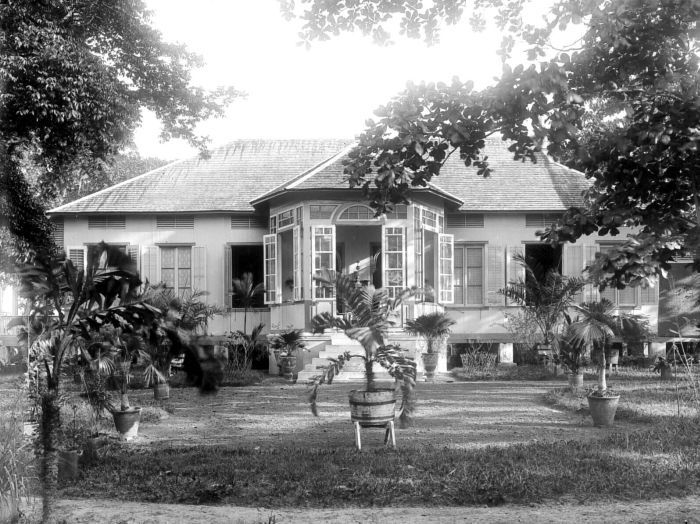
Une maison de la Billiton Maatschappij à Manggar à l'époque des Indes néerlandaises